# Tuffi ai campionati europei di nuoto 2020 - Trampolino 3 metri maschile
Il concorso dei tuffi dal trampolino 3 metri maschile dei campionati europei di nuoto 2020 si è svolto il 14 maggio 2021 alla Duna Aréna di Budapest.

## Risultati
Il turno preliminare è iniziato alle 12:00 (UTC+1 ora locale), la finale alle 20:25.
In verde sono indicati i finalisti.
| Class   | Tuffatore               | Nazione       | Preliminare | Preliminare | Finale          | Finale          |
| Class   | Tuffatore               | Nazione       | Punti       | Class       | Punti           | Class           |
| ------- | ----------------------- | ------------- | ----------- | ----------- | --------------- | --------------- |
| Oro     | Evgenij Kuznecov        | Russia        | 443.70      | 1           | 525.20          | 1               |
| Argento | Nikita Šlejcher         | Russia        | 417.10      | 2           | 505.80          | 2               |
| Bronzo  | Martin Wolfram          | Germania      | 410.85      | 6           | 484.65          | 3               |
| 4       | James Heatly            | Gran Bretagna | 416.30      | 3           | 464.60          | 4               |
| 5       | Oleh Kolodij            | Ucraina       | 393.90      | 10          | 446.95          | 5               |
| 6       | Jack Laugher            | Gran Bretagna | 414.00      | 4           | 423.10          | 6               |
| 7       | Guillaume Dutoit        | Svizzera      | 387.25      | 12          | 410.15          | 7               |
| 8       | Andrzej Rzeszutek       | Polonia       | 390.60      | 11          | 405.90          | 8               |
| 9       | Patrick Hausding        | Germania      | 413.30      | 5           | 390.05          | 9               |
| 10      | Lorenzo Marsaglia       | Italia        | 405.40      | 7           | 389.55          | 10              |
| 11      | Giovanni Tocci          | Italia        | 405.25      | 8           | 379.15          | 11              |
| 12      | Alberto Arévalo         | Spagna        | 395.00      | 9           | 349.40          | 12              |
| 13      | Nicolás García Boissier | Spagna        | 383.55      | 13          | Non qualificati | Non qualificati |
| 14      | Kacper Lesiak           | Polonia       | 378.00      | 14          | Non qualificati | Non qualificati |
| 15      | Jonathan Suckow         | Svizzera      | 368.80      | 15          | Non qualificati | Non qualificati |
| 16      | Oliver Dingley          | Irlanda       | 367.35      | 16          | Non qualificati | Non qualificati |
| 17      | Alexis Jandard          | Francia       | 366.15      | 17          | Non qualificati | Non qualificati |
| 18      | Alexander Hart          | Austria       | 359.95      | 18          | Non qualificati | Non qualificati |
| 19      | Nikolaj Schaller        | Austria       | 355.95      | 19          | Non qualificati | Non qualificati |
| 20      | Botond Bóta             | Ungheria      | 344.90      | 20          | Non qualificati | Non qualificati |
| 21      | Max Burman              | Svezia        | 344.40      | 21          | Non qualificati | Non qualificati |
| 22      | Juryj Naŭrozaŭ          | Bielorussia   | 340.70      | 22          | Non qualificati | Non qualificati |
| 23      | Theofilos Afthinos      | Grecia        | 331.95      | 23          | Non qualificati | Non qualificati |
| 24      | Athanasios Tsirikos     | Grecia        | 326.05      | 24          | Non qualificati | Non qualificati |
| 25      | Juho Junttila           | Finlandia     | 315.10      | 25          | Non qualificati | Non qualificati |
| 26      | Jules Bouyer            | Francia       | 313.25      | 26          | Non qualificati | Non qualificati |
| 27      | Bram Meulendijks        | Paesi Bassi   | 312.75      | 27          | Non qualificati | Non qualificati |
| 28      | Stanislav Oliferčyk     | Ucraina       | 299.45      | 28          | Non qualificati | Non qualificati |
| 29      | Sandro Melikidze        | Georgia       | 296.35      | 29          | Non qualificati | Non qualificati |
| 30      | Chola Chanturia         | Georgia       | 276.45      | 30          | Non qualificati | Non qualificati |
| 31      | David Ekdahl            | Svezia        | 264.50      | 31          | Non qualificati | Non qualificati |
| 32      | Orhan Candan            | Turchia       | 226.00      | 32          | Non qualificati | Non qualificati |